# Leptodontium chenianum
Leptodontium chenianum là một loài rêu trong họ Pottiaceae. Loài này được X.J. Li & M. Zang mô tả khoa học đầu tiên năm 2005.